# Deputati della I legislatura della Repubblica Italiana
Questo elenco riporta i nomi dei deputati della I legislatura della Repubblica Italiana dopo le elezioni politiche del 1948.

## Gruppi
| Gruppi parlamentari                                                       | Inizio | Fine |
| ------------------------------------------------------------------------- | ------ | ---- |
| Democratico Cristiano (18 giugno)                                         | 306    | 300  |
| Comunista (3 giugno)                                                      | 133    | 126  |
| Socialista (15 luglio)                                                    | 50     | 53   |
| Unità Socialista (4 giugno - Fino al 31.01.1950)                          | 33     | -    |
| Partito Nazionale Monarchico (10 maggio)                                  | 14     | 16   |
| Liberale (10 maggio)                                                      | 14     | 13   |
| Repubblicano (1º giugno)                                                  | 10     | 8    |
| Partito Socialista dei Lavoratori Italiani (Dal 31.01.1950 al 18.05.1951) | -      | -    |
| Partito Socialista Unitario (Dal 31.01.1950 al 18.05.1951)                | -      | -    |
| Partito Socialista Democratico Italiano (Dal 18.05.1951)                  | -      | 33   |
| Misto (10 giugno)                                                         | 14     | 23   |
| Totale                                                                    | 574    | 572  |

## Ufficio di presidenza

### Presidente
- Giovanni Gronchi (DC)

### Vicepresidenti
- Giuseppe Fuschini (DC) (abbandona la carica il 10 luglio 1949)
- Gaetano Martino (PLI)
- Giuseppe Chiostergi (PRI)
- Ferdinando Targetti (PSI) (abbandona la carica il 21 gennaio 1953)
- Egidio Tosato (DC) (eletto il 26 luglio 1949; abbandona la carica il 1º gennaio 1950)
- Giovanni Leone (DC) (eletto il 24 febbraio 1950)
- Luigi Bennani (PSI) (eletto il 5 febbraio 1953)

### Questori
- Bernardo Mattarella (DC) (abbandona la carica il 27 maggio 1948)
- Guglielmo Schiratti (DC)
- Vincenzo La Rocca (PCI) (abbandona la carica il 21 gennaio 1953)
- Stefano Riccio (DC) (eletto il 4 giugno 1948)
- Francesco Colitto (PLI) (eletto il 4 febbraio 1953)

### Segretari
- Fiorentino Sullo (DC)
- Arnaldo Fabriani (DC)
- Stefano Riccio (DC) (abbandona la carica il 4 giugno 1948)
- Enrico Parri (PRI) (abbandona la carica il 6 luglio 1949)
- Raffaele Merloni (PSI) (abbandona la carica il 21 gennaio 1953)
- Antonio Giolitti (PCI) (abbandona la carica il 21 gennaio 1953)
- Mario Guadalupi (PSI) (abbandona la carica il 21 gennaio 1953)
- Pasquale Cortese (DC) (eletto l'8 giugno 1948)
- Guido Ceccherini (PSI) (eletto il 19 maggio 1949)
- Crescenzo Mazza (DC) (eletto il 14 luglio 1949)
- Olga Giannini (Misto) (eletta il 4 febbraio 1953)
- Antonio Ebner (Misto) (eletto il 4 febbraio 1953)
- Francesco Saija (PNM) (eletto il 4 febbraio 1953)

### Altri membri
- Gastone Costa (PSI)

## Composizione storica
| Deputato                        | Collegio   | Gruppo (lista)  |
| ------------------------------- | ---------- | --------------- |
| Giovanni Battista Adonnino      | Palermo    | DC              |
| Mario Alicata                   | Napoli     | PCI (FDP)       |
| Giovanni Alliata di Montereale  | CUN        | PNM             |
| Giorgio Almirante               | CUN        | Misto (MSI)     |
| Leonetto Amadei                 | Pisa       | PSI (FDP)       |
| Ezio Amadeo                     | Bologna    | PRI             |
| Alfredo Amatucci                | Benevento  | DC              |
| Gaetano Ambrico                 | Potenza    | DC              |
| Gaspare Ambrosini               | Palermo    | DC              |
| Giorgio Amendola                | Napoli     | PCI (FDP)       |
| Pietro Amendola                 | Benevento  | PCI (FDP)       |
| Ferdinando Amiconi              | L'Aquila   | PCI (FDP)       |
| Giulio Andreotti                | Roma       | DC              |
| Armando Angelini                | Pisa       | DC              |
| Mario Angelucci                 | Perugia    | PCI (FDP)       |
| Nicola Angelucci                | Roma       | DC              |
| Giuseppe Arata                  | Parma      | US              |
| Giuseppe Arcaini                | Milano     | DC              |
| Alessandro Arcangeli            | Ancona     | DC              |
| Egidio Ariosto                  | Brescia    | US              |
| Giuseppe Armosino               | Cuneo      | DC              |
| Giacinto Artale                 | Catania    | DC              |
| Mario Assennato                 | Bari       | PCI (FDP)       |
| Walter Audisio                  | Cuneo      | PCI (FDP)       |
| Ennio Avanzini                  | Mantova    | DC              |
| Arnaldo Azzi                    | Roma       | PSI (FDP)       |
| Giuseppe Babbi                  | Bologna    | DC              |
| Torquato Baglioni               | Siena      | PCI (FDP)       |
| Giuseppe Bagnera                | Palermo    | DC              |
| Gino Baldassari                 | Pisa       | PCI (FDP)       |
| Luigi Balduzzi                  | Milano     | DC              |
| Filippo Barattolo               | Bari       | PNM             |
| Orazio Barbieri                 | Firenze    | PCI (FDP)       |
| Faustino Barbina                | Udine      | DC              |
| Silvano Baresi                  | Udine      | DC              |
| Anelito Barontini               | Genova     | PCI (FDP)       |
| Giuseppe Basile                 | Catania    | PNM             |
| Lelio Basso                     | Milano     | PSI (FDP)       |
| Vincenzo Bavaro                 | Bari       | DC              |
| Stefano Bazoli                  | Brescia    | DC              |
| Girolamo Bellavista             | Palermo    | PLI (BN)        |
| Chiaffredo Belliardi            | Cuneo      | US              |
| Giulio Belloni                  | Roma       | PRI             |
| Raffaello Bellucci              | Siena      | PCI (FDP)       |
| Gino Beltrame                   | Udine      | PCI (FDP)       |
| Luigi Bennani                   | Ancona     | US              |
| Cesare Bensi                    | Como       | PSI (FDP)       |
| Lodovico Benvenuti              | Mantova    | DC              |
| Giacomo Bergamonti              | Mantova    | PCI (FDP)       |
| Guido Bernardi                  | Milano     | PSI (FDP)       |
| Marzio Bernardinetti            | Perugia    | DC              |
| Antonio Bernieri                | Pisa       | PCI (FDP)       |
| Giovanni Bersani                | Bologna    | DC              |
| Giuseppe Berti                  | Palermo    | PCI (FDP)       |
| Giuseppe Berti                  | Parma      | DC              |
| Virginio Bertinelli             | Como       | US              |
| Ermenegildo Bertola             | Torino     | DC              |
| Mario Bettinotti                | Genova     | US              |
| Francesco Giorgio Bettiol       | Udine      | PCI (FDP)       |
| Giuseppe Bettiol                | Verona     | DC              |
| Loris Biagioni                  | Pisa       | DC              |
| Bianca Bianchi                  | Catania    | US              |
| Laura Bianchini                 | Brescia    | DC              |
| Michele Bianco                  | Potenza    | PCI (FDP)       |
| Lorenzo Biasutti                | Udine      | DC              |
| Priamo Bigiandi                 | Siena      | PCI (FDP)       |
| Luigi Bima                      | Cuneo      | DC              |
| Arrigo Boldrini                 | Bologna    | PCI (FDP)       |
| Corrado Bonfantini              | Torino     | US              |
| Uberto Bonino                   | Catania    | Misto (BN)      |
| Paolo Bonomi                    | Roma       | DC              |
| Margherita Bontade              | Palermo    | DC              |
| Gina Borellini                  | Parma      | PCI (FDP)       |
| Virginio Borioni                | Ancona     | PCI (FDP)       |
| Raimondo Borsellino             | Palermo    | DC              |
| Vittorio Bosco Lucarelli        | Benevento  | DC              |
| Amerigo Bottai                  | Pisa       | PSI (FDP)       |
| Giovanni Bottonelli             | Bologna    | PCI (FDP)       |
| Giovanni Bovetti                | Torino     | DC              |
| Giovanni Bruno                  | Catanzaro  | PCI (FDP)       |
| Giuseppe Brusasca               | Cuneo      | DC              |
| Brunetto Bucciarelli-Ducci      | Siena      | DC              |
| Pietro Bulloni                  | Brescia    | DC              |
| Arturo Burato                   | Verona     | DC              |
| Aldo Buzzelli                   | Milano     | PCI (FDP)       |
| Luigi Cacciatore                | Benevento  | PSI (FDP)       |
| Edmondo Caccuri                 | Bari       | DC              |
| Osvaldo Cagnasso                | Cuneo      | DC              |
| Italo Giulio Caiati             | Lecce      | DC              |
| Piero Calamandrei               | CUN        | US              |
| Giacomo Calandrone              | Catania    | PCI (FDP)       |
| Giuseppe Calasso                | Lecce      | PCI (FDP)       |
| Fortunato Calcagno              | Catania    | DC              |
| Umberto Calosso                 | Torino     | US              |
| Ludovico Camangi                | Roma       | PRI             |
| Pietro Campilli                 | Roma       | DC              |
| Michele Camposarcuno            | Campobasso | DC              |
| Francesco Capacchione           | Bari       | PSI (FDP)       |
| Enzo Capalozza                  | Ancona     | PCI (FDP)       |
| Giuseppe Cappi                  | Mantova    | DC              |
| Renato Cappugi                  | Firenze    | DC              |
| Antonio Capua                   | Catanzaro  | PLI (BN)        |
| Salvatore Cara                  | Cagliari   | DC              |
| Agilulfo Caramia                | Lecce      | Misto (BN)      |
| Antonio Carcaterra              | Bari       | DC              |
| Giovanni Carignani              | Pisa       | DC              |
| Giuseppe Caronia                | Catania    | DC              |
| Filadelfio Caroniti             | Catania    | DC              |
| Ernesto Carpano Maglioli        | Torino     | PSI (FDP)       |
| Benedetto Carratelli            | Catanzaro  | DC              |
| Giovanni Battista Carron        | Udine      | DC              |
| Aldo Casalinuovo                | Catanzaro  | PLI (BN)        |
| Nello Caserta                   | Napoli     | DC              |
| Giacomo Dal Monte Casoni        | Bologna    | DC              |
| Gennaro Cassiani                | Catanzaro  | DC              |
| Bruno Castellarin               | Verona     | US              |
| Edgardo Castelli                | Milano     | DC              |
| Giuseppe Castelli Avolio        | L'Aquila   | DC              |
| Luigi Castiglione               | Catania    | US              |
| Vincenzo Cavallari              | Bologna    | PCI (FDP)       |
| Antonio Cavalli                 | Brescia    | DC              |
| Alberto Mario Cavallotti        | Milano     | PCI (FDP)       |
| Severino Cavazzini              | Verona     | PCI (FDP)       |
| Antonio Cavinato                | Verona     | US              |
| Vincenzo Cecconi                | Roma       | DC              |
| Mario Ceravolo                  | Catanzaro  | DC              |
| Giulio Cerreti                  | Firenze    | PCI (FDP)       |
| Roberto Cessi                   | Verona     | PSI (FDP)       |
| Luigi Chatrian                  | Napoli     | DC              |
| Domenico Chiaramello            | Cuneo      | US              |
| Egidio Chiarini                 | Brescia    | DC              |
| Francesco Chieffi               | Cagliari   | DC              |
| Irene Chini Coccoli             | Brescia    | PCI (FDP)       |
| Giuseppe Chiostergi             | Ancona     | PRI             |
| Vincenzo Cicerone               | Lecce      | PNM             |
| Antonio Cifaldi                 | Benevento  | PLI (BN)        |
| Fiorenzo Cimenti                | Verona     | DC              |
| Maria Lisa Cinciari Rodano      | Roma       | PCI (FDP)       |
| Domenico Ciufoli                | Bari       | PCI (FDP)       |
| Edoardo Clerici                 | Milano     | DC              |
| Amerigo Clocchiatti             | Parma      | PCI (FDP)       |
| Ivo Coccia                      | Perugia    | DC              |
| Francesco Cocco Ortu            | Cagliari   | PLI (BN)        |
| Giuseppe Codacci Pisanelli      | Lecce      | DC              |
| Domenico Colasanto              | Napoli     | DC              |
| Giulio Coli                     | Ancona     | DC              |
| Francesco Colitto               | Campobasso | PLI (BN)        |
| Aurelio Colleoni                | Brescia    | DC              |
| Emilio Colombo                  | Potenza    | DC              |
| Francesco Concetti              | Ancona     | DC              |
| Elisabetta Conci                | Trento     | DC              |
| Alberto Consiglio               | Napoli     | PNM             |
| Ezio Coppa                      | Napoli     | PNM             |
| Alessandro Coppi                | Parma      | DC              |
| Ilia Coppi                      | Siena      | PCI (FDP)       |
| Bruno Corbi                     | L'Aquila   | PCI (FDP)       |
| Epicarmo Corbino                | Napoli     | PLI (BN)        |
| Italo Cornia                    | Parma      | US              |
| Achille Corona                  | Ancona     | PSI (FDP)       |
| Giacomo Corona                  | Udine      | DC              |
| Camillo Corsanego               | Roma       | DC              |
| Pasquale Cortese                | Palermo    | DC              |
| Gastone Costa                   | Verona     | PSI (FDP)       |
| Alfredo Cotani                  | Perugia    | PSI (FDP)       |
| Mario Cotellessa                | L'Aquila   | DC              |
| Alfredo Covelli                 | CUN        | PNM             |
| Carlo Cremaschi                 | Brescia    | DC              |
| Olindo Cremaschi                | Parma      | PCI (FDP)       |
| Aldo Cucchi                     | Bologna    | PCI (FDP)       |
| Antonino Cuttitta               | Palermo    | PNM             |
| Angelo D'Agostino               | Catania    | PCI (FDP)       |
| Maria Pia Dal Canton            | Venezia    | DC              |
| Pietro Dal Pozzo                | Venezia    | PCI (FDP)       |
| Ferdinando D'Ambrosio           | Napoli     | DC              |
| Cesare Dami                     | Firenze    | PCI (FDP)       |
| Michele D'Amico                 | Palermo    | PCI (FDP)       |
| Emilio D'Amore                  | Benevento  | PNM             |
| Gerardo De Caro                 | Bari       | DC              |
| Raffaele De Caro                | Benevento  | PLI (BN)        |
| Danilo De' Cocci                | Ancona     | DC              |
| Luigi De Filpo                  | Potenza    | PCI (FDP)       |
| Alcide De Gasperi               | Trento     | DC              |
| Beniamino De Maria              | Lecce      | DC              |
| Alberto De Martino              | Roma       | DC              |
| Carmine De Martino              | Benevento  | DC              |
| Francesco De Martino            | Napoli     | PSI (FDP)       |
| Gustavo De Meo                  | Bari       | DC              |
| Luigi De Michele                | Napoli     | DC              |
| Giacomo De Palma                | Roma       | DC              |
| Maria De Unterrichter Jervolino | CUN        | DC              |
| Francesco De Vita               | Palermo    | PRI             |
| Rinaldo Del Bo                  | Milano     | DC              |
| Umberto Delle Fave              | Ancona     | DC              |
| Filomena Delli Castelli         | L'Aquila   | DC              |
| Antonio Di Donato               | Bari       | PCI (FDP)       |
| Florestano Di Fausto            | Roma       | DC              |
| Gaetano Di Leo                  | Palermo    | DC              |
| Luigi Di Mauro                  | Palermo    | PCI (FDP)       |
| Giuseppe Di Vittorio            | Bari       | PCI (FDP)       |
| Laura Diaz                      | Pisa       | PCI (FDP)       |
| Romolo Diecidue                 | Firenze    | DC              |
| Francesco Maria Dominedò        | Roma       | DC              |
| Antigono Donati                 | L'Aquila   | PSI (FDP)       |
| Ezio Donatini                   | Firenze    | DC              |
| Giuseppe Dossetti               | Parma      | DC              |
| Luigi Ducci                     | Genova     | PSI (FDP)       |
| Eugenio Dugoni                  | Mantova    | PSI (FDP)       |
| Antonio Ebner                   | Trento     | Misto (PPST)    |
| Domenico Emanuelli              | Roma       | PCI (FDP)       |
| Giuseppe Ermini                 | Perugia    | DC              |
| Arnaldo Fabriani                | L'Aquila   | DC              |
| Angelo Facchin                  | Trento     | DC              |
| Pietro Fadda                    | Cagliari   | DC              |
| Virgilio Failla                 | Catania    | PCI (FDP)       |
| Cesare Augusto Fanelli          | Roma       | DC              |
| Amintore Fanfani                | Siena      | DC              |
| Vannuccio Faralli               | Genova     | PSI (FDP)       |
| Paolo Alfonso Farinet           | Aosta      | DC              |
| Carlo Farini                    | Perugia    | PCI (FDP)       |
| Aldo Fascetti                   | Pisa       | DC              |
| Bruno Fassina                   | Milano     | DC              |
| Rosa Fazio                      | CUN        | PSI (FDP)       |
| Maria Federici                  | Perugia    | DC              |
| Giuseppe Ferrandi               | Trento     | PSI (FDP)       |
| Egidio Ferrara                  | Napoli     | DC              |
| Antonio Ferrarese               | Venezia    | DC              |
| Celestino Ferrario              | Como       | DC              |
| Emanuele Ferraris               | Cuneo      | DC              |
| Pietro Ferreri                  | Milano     | DC              |
| Cornelio Fietta                 | Milano     | US              |
| Luigi Filosa                    | Catanzaro  | Misto (MSI)     |
| Bortolo Eugenio Fina            | Verona     | DC              |
| Gaetano Fiorentino              | Napoli     | PNM             |
| Giuseppe Firrao                 | Napoli     | DC              |
| Gisella Floreanini Della Porta  | Torino     | PCI (FDP)       |
| Salvatore Foderaro              | Catanzaro  | DC              |
| Aldovino Fora                   | Perugia    | PSI (FDP)       |
| Palmiro Foresi                  | Firenze    | DC              |
| Francesco Franceschini          | Venezia    | DC              |
| Renzo Franzo                    | Torino     | DC              |
| Luigi Camillo Fumagalli         | Brescia    | DC              |
| Giuseppe Fuschini               | CUN        | DC              |
| Valdo Fusi                      | Torino     | DC              |
| Antonio Gabrieli                | Lecce      | DC              |
| Vito Giuseppe Galati            | Catanzaro  | DC              |
| Nadia Gallico Spano             | Cagliari   | PCI (FDP)       |
| Elisabetta Gallo                | Cuneo      | PCI (FDP)       |
| Giuseppe Garlato                | Udine      | DC              |
| Giovanni Gasparoli              | Como       | DC              |
| Eugenio Gatto                   | Venezia    | DC              |
| Erisia Gennai Tonietti          | Milano     | DC              |
| Francesco Geraci                | Catanzaro  | PSI (FDP)       |
| Pietro Germani                  | Roma       | DC              |
| Silvio Geuna                    | Torino     | DC              |
| Giovanni Ghirotti               | Bologna    | DC              |
| Guglielmo Ghislandi             | Brescia    | PSI (FDP)       |
| Enzo Giacchero                  | Cuneo      | DC              |
| Giuseppe Giammarco              | L'Aquila   | DC              |
| Olga Giannini                   | CUN        | Misto (BN)      |
| Giovanni Giavi                  | Venezia    | US              |
| Antonio Giolitti                | CUN        | PCI (FDP)       |
| Igino Giordani                  | Roma       | DC              |
| Alberto Giovannini              | CUN        | PLI (BN)        |
| Leone Osvaldo Girolami          | Udine      | DC              |
| Giuseppe Giulietti              | CUN        | PRI             |
| Grazia Giuntoli                 | Bari       | DC              |
| Guido Gonella                   | Verona     | DC              |
| Angela Gotelli                  | Genova     | DC              |
| Pietro Grammatico               | Palermo    | PSI (FDP)       |
| Candido Grassi                  | Udine      | US              |
| Giuseppe Grassi                 | Lecce      | PLI (BN)        |
| Luigi Grassi                    | Torino     | PCI (FDP)       |
| Verenin Grazia                  | Bologna    | PSI (FDP)       |
| Giovanni Italo Greco            | Catanzaro  | DC              |
| Paolo Greco                     | Napoli     | PNM             |
| Pietro Grifone                  | Benevento  | PCI (FDP)       |
| Giovanni Grilli                 | Como       | PCI (FDP)       |
| Giovanni Gronchi                | Pisa       | DC              |
| Mario Guadalupi                 | Lecce      | PSI (FDP)       |
| Antonio Guariento               | Verona     | DC              |
| Emanuele Guerrieri              | Catania    | DC              |
| Filippo Guerrieri               | Genova     | DC              |
| Otto Guggenberg                 | Trento     | Misto (PPST)    |
| Luigi Gui                       | Verona     | DC              |
| Angela Maria Guidi Cingolani    | Roma       | DC              |
| Fausto Gullo                    | Catanzaro  | PCI (FDP)       |
| Renzo Helfer                    | Trento     | DC              |
| Giuseppe Imperiale              | Bari       | PCI (FDP)       |
| Pasquale Improta                | Napoli     | DC              |
| Gabriele Invernizzi             | Como       | PCI (FDP)       |
| Gaetano Invernizzi              | Milano     | PCI (FDP)       |
| Leonilde Iotti                  | Parma      | PCI (FDP)       |
| Natale Vasco Jacoponi           | Pisa       | PCI (FDP)       |
| Angelo Raffaele Jervolino       | Napoli     | DC              |
| Ugo La Malfa                    | Bologna    | PRI             |
| Salvatore La Marca              | Palermo    | PCI (FDP)       |
| Giorgio La Pira                 | Firenze    | DC              |
| Vincenzo La Rocca               | Napoli     | PCI (FDP)       |
| Renzo Laconi                    | Cagliari   | PCI (FDP)       |
| Domenico Larussa                | Catanzaro  | DC              |
| Domenico Latanza                | Lecce      | DC              |
| Giuseppe Latorre                | Lecce      | PCI (FDP)       |
| Giuseppe Lazzati                | Milano     | DC              |
| Pietro Lecciso                  | Lecce      | DC              |
| Giovanni Leone                  | Napoli     | DC              |
| Tommaso Leone Marchesano        | Palermo    | PNM             |
| Tommaso Leonetti                | Napoli     | DC              |
| Raffaele Lettieri               | Benevento  | DC              |
| Pietro Lizier                   | Venezia    | DC              |
| Oreste Lizzadri                 | Roma       | PSI (FDP)       |
| Filippo Lo Giudice              | Catania    | DC              |
| Carlo Lombardi                  | Milano     | PCI (FDP)       |
| Pia Lombardi                    | Roma       | DC              |
| Riccardo Lombardi               | Milano     | PSI (FDP)       |
| Ruggero Lombardi                | Venezia    | DC              |
| Antonio Lombardini              | Como       | DC              |
| Ivan Matteo Lombardo            | CUN        | US              |
| Mario Longhena                  | Bologna    | US              |
| Luigi Longo                     | Milano     | PCI (FDP)       |
| Tarcisio Longoni                | Milano     | DC              |
| Ubaldo Lopardi                  | L'Aquila   | US              |
| Stellio Lozza                   | Cuneo      | PCI (FDP)       |
| Roberto Lucifredi               | Genova     | DC              |
| Giuseppe Lupis                  | Catania    | PSI (FDP)       |
| Clemente Maglietta              | Napoli     | PCI (FDP)       |
| Valdo Magnani                   | Parma      | PCI (FDP)       |
| Piero Malvestiti                | Milano     | DC              |
| Giacomo Mancini                 | Catanzaro  | PSI (FDP)       |
| Aristodemo Maniera              | Ancona     | PCI (FDP)       |
| Salvatore Mannironi             | Cagliari   | DC              |
| Paolo Manuel Gismondi           | Genova     | DC              |
| Raimondo Manzini                | Bologna    | DC              |
| Andrea Marabini                 | Bologna    | PCI (FDP)       |
| Achille Marazza                 | Milano     | DC              |
| Giulio Marazzina                | Brescia    | DC              |
| Nella Marcellino                | Bologna    | PCI (FDP)       |
| Concetto Marchesi               | Venezia    | PCI (FDP)       |
| Pasquale Marconi                | Parma      | DC              |
| Francesco Marenghi              | Parma      | DC              |
| Michele Marotta                 | Potenza    | DC              |
| Mario Martinelli                | Como       | DC              |
| Gina Martini Fanoli             | Milano     | PCI (FDP)       |
| Edoardo Martino                 | CUN        | DC              |
| Gaetano Martino                 | Catania    | PLI (BN)        |
| Achille Marzarotto              | Verona     | DC              |
| Domenico Marzi                  | Roma       | PCI (FDP)       |
| Umberto Massola                 | Ancona     | PCI (FDP)       |
| Gesumino Mastino                | Cagliari   | DC              |
| Giorgio Mastino Del Rio         | Roma       | DC              |
| Bernardo Mattarella             | Palermo    | DC              |
| Enrico Mattei                   | Milano     | DC              |
| Carlo Matteotti                 | Verona     | PSI (FDP)       |
| Matteo Matteotti                | Venezia    | US              |
| Lionello Matteucci              | Perugia    | PSI (FDP)       |
| Antonio Maxia                   | Cagliari   | DC              |
| Crescenzo Mazza                 | Napoli     | DC              |
| Guido Mazzali                   | Milano     | PSI (FDP)       |
| Luigi Meda                      | Milano     | DC              |
| Enrico Medi                     | Palermo    | DC              |
| Giovanni Battista Melis         | Cagliari   | Misto (PSd'Az.) |
| Mario Melloni                   | Como       | DC              |
| Natale Menotti                  | Torino     | DC              |
| Raffaele Merloni                | Siena      | PSI (FDP)       |
| Silvio Messinetti               | Catanzaro  | PCI (FDP)       |
| Gennaro Miceli                  | Catanzaro  | PCI (FDP)       |
| Filippo Micheli                 | Perugia    | DC              |
| Arturo Michelini                | CUN        | Misto (MSI)     |
| Roberto Mieville                | Roma       | Misto (MSI)     |
| Giovanni Battista Migliori      | Milano     | DC              |
| Angiola Minella                 | Genova     | PCI (FDP)       |
| Antonio Molinaroli              | Parma      | DC              |
| Ottorino Momoli                 | Mantova    | DC              |
| Ugo Guido Mondolfo              | Milano     | US              |
| Mario Montagnana                | Torino     | PCI (FDP)       |
| Silvano Montanari               | Mantova    | PCI (FDP)       |
| Giulio Montelatici              | Firenze    | PCI (FDP)       |
| Vito Monterisi                  | Bari       | DC              |
| Reginaldo Monticelli            | Siena      | DC              |
| Lodovico Montini                | Brescia    | DC              |
| Francesco Moranino              | Torino     | PCI (FDP)       |
| Luigi Morelli                   | Como       | DC              |
| Aldo Moro                       | Bari       | DC              |
| Francesco Moro                  | Verona     | DC              |
| Gerolamo Lino Moro              | Venezia    | DC              |
| Alberico Motolese               | Lecce      | DC              |
| Filippo Murdaca                 | Catanzaro  | DC              |
| Francesco Murgia                | Cagliari   | DC              |
| Guido Mussini                   | Milano     | DC              |
| Virgilio Nasi                   | CUN        | PSI (FDP)       |
| Ada Natali                      | Ancona     | PCI (FDP)       |
| Aldo Natoli                     | Roma       | PCI (FDP)       |
| Alessandro Natta                | Genova     | PCI (FDP)       |
| Andrea Negrari                  | Pisa       | DC              |
| Alceo Negri                     | Mantova    | PSI (FDP)       |
| Giuliana Nenni                  | Bologna    | PSI (FDP)       |
| Pietro Nenni                    | Roma       | PSI (FDP)       |
| Italo Nicoletto                 | Brescia    | PCI (FDP)       |
| Maria Nicotra                   | Catania    | DC              |
| Giuseppe Nitti                  | CUN        | PLI (BN)        |
| Teresa Noce Longo               | Parma      | PCI (FDP)       |
| Giuseppe Notarianni             | Napoli     | DC              |
| Agostino Novella                | Genova     | PCI (FDP)       |
| Raffaele Numeroso               | Napoli     | DC              |
| Carlo Olivero                   | Venezia    | PCI (FDP)       |
| Camillo Orlando                 | Roma       | DC              |
| Silvio Ortona                   | Torino     | PCI (FDP)       |
| Tarcisio Pacati                 | Brescia    | DC              |
| Randolfo Pacciardi              | Pisa       | PRI             |
| Arrigo Paganelli                | Firenze    | DC              |
| Salvatore Pagliuca              | Potenza    | DC              |
| Gian Carlo Pajetta              | Milano     | PCI (FDP)       |
| Giuliano Pajetta                | Como       | PCI (FDP)       |
| Giovanni Palazzolo              | Palermo    | PLI (BN)        |
| Primo Romolo Palenzona          | Genova     | DC              |
| Silvio Paolucci                 | CUN        | PSI (FDP)       |
| Giovanni Parente                | Benevento  | DC              |
| Enrico Parri                    | CUN        | PRI             |
| Giulio Pastore                  | Torino     | DC              |
| Antonio Pecoraro                | Palermo    | DC              |
| Giuseppe Pella                  | Torino     | DC              |
| Filippo Pelosi                  | Bari       | PCI (FDP)       |
| Giovanni Battista Pera          | Genova     | US              |
| Giovanni Perlingieri            | Benevento  | DC              |
| Giuseppe Perrone Capano         | Bari       | PLI (BN)        |
| Nicola Perrotti                 | L'Aquila   | PSI (FDP)       |
| Vittorio Pertusio               | Genova     | DC              |
| Antonio Pesenti                 | Verona     | PCI (FDP)       |
| Secondo Pessi                   | Genova     | PCI (FDP)       |
| Raffaele Pio Petrilli           | Bari       | DC              |
| Carlo Petrone                   | CUN        | DC              |
| Giovanni Petrucci               | Palermo    | DC              |
| Paride Piasenti                 | Verona     | DC              |
| Attilio Piccioni                | CUN        | DC              |
| Giovanni Pieraccini             | Firenze    | PSI (FDP)       |
| Ortensio Pierantozzi            | Roma       | DC              |
| Mario Lauro Pietrosanti         | Roma       | DC              |
| Gaspare Pignatelli              | Lecce      | DC              |
| Francesco Pignatone             | Palermo    | DC              |
| Antonino Pino                   | Catania    | PCI (FDP)       |
| Luigi Polano                    | Cagliari   | PCI (FDP)       |
| Mariano Poletto                 | Verona     | DC              |
| Elettra Pollastrini             | Perugia    | PCI (FDP)       |
| Giovanni Ponti                  | Venezia    | DC              |
| Giordano Pratolongo             | Udine      | PCI (FDP)       |
| Luigi Preti                     | Bologna    | US              |
| Alfredo Proia                   | L'Aquila   | DC              |
| Bruto Puccetti                  | Siena      | PSI (FDP)       |
| Maria Pucci                     | Ancona     | DC              |
| Vittorio Pugliese               | Catanzaro  | DC              |
| Gioacchino Quarello             | Torino     | DC              |
| Adolfo Quintieri                | Catanzaro  | DC              |
| Giuseppe Raimondi               | Cuneo      | DC              |
| Giuseppe Rapelli                | Torino     | DC              |
| Camilla Ravera                  | Torino     | PCI (FDP)       |
| Giuseppina Re                   | Milano     | PCI (FDP)       |
| Pietro Reali                    | Bologna    | PCI (FDP)       |
| Stefano Reggio D'Aci            | Roma       | DC              |
| Carlo Repossi                   | Como       | DC              |
| Matteo Rescigno                 | Benevento  | DC              |
| Raffaele Resta                  | Bari       | DC              |
| Giuseppe Ricci                  | Bologna    | PCI (FDP)       |
| Mario Ricci                     | Parma      | PCI (FDP)       |
| Mario Ricciardi                 | Benevento  | PNM             |
| Stefano Riccio                  | Napoli     | DC              |
| Giuseppe Riva                   | Udine      | DC              |
| Vincenzo Rivera                 | L'Aquila   | DC              |
| Antonio Roasio                  | Bologna    | PCI (FDP)       |
| Giovanni Roberti                | Napoli     | Misto (MSI)     |
| Ercole Rocchetti                | L'Aquila   | DC              |
| Ugo Rodinò                      | Napoli     | DC              |
| Enrico Roselli                  | Brescia    | DC              |
| Maria Maddalena Rossi           | Verona     | PCI (FDP)       |
| Mario Roveda                    | Parma      | PSI (FDP)       |
| Mariano Rumor                   | Verona     | DC              |
| Carlo Russo                     | Genova     | DC              |
| Guido Russo Perez               | Palermo    | Misto (MSI)     |
| Armando Sabatini                | Cuneo      | DC              |
| Dino Saccenti                   | Firenze    | PCI (FDP)       |
| Walter Sacchetti                | Parma      | PCI (FDP)       |
| Mario Saggin                    | Verona     | DC              |
| Francesco Saija                 | Catania    | PNM             |
| Michele Sala                    | Palermo    | PCI (FDP)       |
| Nicola Salerno                  | Napoli     | US              |
| Angelo Salizzoni                | Bologna    | DC              |
| Attilio Salvatore               | Catania    | DC              |
| Remo Sammartino                 | Campobasso | DC              |
| Giovanni Sampietro              | Torino     | PSI (FDP)       |
| Umberto Sampietro               | Milano     | DC              |
| Umberto Sannicolò               | Venezia    | PCI (FDP)       |
| Luigi Renato Sansone            | Napoli     | PSI (FDP)       |
| Fernando Santi                  | Parma      | PSI (FDP)       |
| Giuseppe Saragat                | Torino     | US              |
| Domenico Sartor                 | Venezia    | DC              |
| Giovanni Battista Scaglia       | Brescia    | DC              |
| Oscar Luigi Scalfaro            | Torino     | DC              |
| Giovanni Scano                  | Cagliari   | DC              |
| Remo Scappini                   | Pisa       | PCI (FDP)       |
| Sergio Scarpa                   | Torino     | PCI (FDP)       |
| Mario Scelba                    | Catania    | DC              |
| Guglielmo Schiratti             | Udine      | DC              |
| Salvatore Scoca                 | Benevento  | DC              |
| Alessandro Scotti               | Cuneo      | PRI (PCdI)      |
| Francesco Scotti                | Milano     | PCI (FDP)       |
| Giacomo Sedati                  | Campobasso | DC              |
| Antonio Segni                   | Cagliari   | DC              |
| Gabriele Semeraro               | Lecce      | DC              |
| Santo Semeraro                  | Lecce      | PCI (FDP)       |
| Giovanni Serbandini             | Genova     | PCI (FDP)       |
| Luigi Silipo                    | Catanzaro  | PCI (FDP)       |
| Alberto Simonini                | CUN        | US              |
| Tomaso Smith                    | Roma       | PSI (FDP)       |
| Giovanni Sodano                 | Cuneo      | DC              |
| Giulio Spallone                 | L'Aquila   | PCI (FDP)       |
| Giuseppe Spataro                | L'Aquila   | DC              |
| Eugenio Spiazzi                 | Verona     | DC              |
| Domenico Spoleti                | Catanzaro  | DC              |
| Carlo Stagno D'Alcontres        | Catania    | DC              |
| Albino Ottavio Stella           | Torino     | DC              |
| Ferdinando Storchi              | Verona     | DC              |
| Achille Stuani                  | Brescia    | PCI (FDP)       |
| Fiorentino Sullo                | Benevento  | DC              |
| Paolo Suraci                    | Catanzaro  | PCI (FDP)       |
| Fernando Tambroni Armaroli      | Ancona     | DC              |
| Ferdinando Targetti             | Firenze    | PSI (FDP)       |
| Leonildo Tarozzi                | Bologna    | PCI (FDP)       |
| Paolo Emilio Taviani            | Genova     | DC              |
| Corrado Terranova               | Catania    | DC              |
| Raffaele Terranova              | Catanzaro  | DC              |
| Alfonso Tesauro                 | Benevento  | DC              |
| Vittoria Titomanlio             | Napoli     | DC              |
| Palmiro Togliatti               | Roma       | PCI (FDP)       |
| Giuseppe Togni                  | Pisa       | DC              |
| Giusto Tolloy                   | Bologna    | PSI (FDP)       |
| Umberto Tomba                   | Verona     | DC              |
| Romano Tommasi                  | Verona     | DC              |
| Matteo Tonengo                  | Torino     | DC              |
| Federico Torretta               | Cuneo      | PCI (FDP)       |
| Egidio Tosato                   | Verona     | DC              |
| Enrico Tosi                     | Como       | DC              |
| Renato Tozzi Condivi            | Ancona     | DC              |
| Roberto Tremelloni              | CUN        | US              |
| Paolo Treves                    | Milano     | US              |
| Michelangelo Trimarchi          | Catania    | DC              |
| Michele Troisi                  | Bari       | DC              |
| Martino Trulli                  | Bari       | Misto (BN)      |
| Ferdinando Truzzi               | Mantova    | DC              |
| Giuseppe Tudisco                | Catania    | DC              |
| Giorgio Tupini                  | Ancona     | DC              |
| Giulio Turchi                   | Roma       | PCI (FDP)       |
| Vincenzo Turco                  | Catanzaro  | DC              |
| Francesco Turnaturi             | Catania    | DC              |
| Gigliola Valandro               | Verona     | DC              |
| Michele Valenti                 | Parma      | DC              |
| Athos Valsecchi                 | Como       | DC              |
| Stella Vecchio                  | Mantova    | PCI (FDP)       |
| Carlo Venegoni                  | Milano     | PCI (FDP)       |
| Giuseppe Veronesi               | Trento     | DC              |
| Mario Vetrone                   | Benevento  | DC              |
| Ambrogio Viale                  | Genova     | DC              |
| Rodolfo Vicentini               | Brescia    | DC              |
| Gaetano Vigo                    | Catania    | DC              |
| Ezio Vigorelli                  | Milano     | US              |
| Ettore Viola                    | L'Aquila   | DC              |
| Angelo Visentin                 | Venezia    | DC              |
| Luciana Viviani                 | Napoli     | PCI (FDP)       |
| Michele Vocino                  | Bari       | DC              |
| Friedl Volgger                  | Trento     | Misto (PPST)    |
| Calogero Volpe                  | Palermo    | DC              |
| Riccardo Walter                 | Verona     | PCI (FDP)       |
| Benigno Zaccagnini              | Bologna    | DC              |
| Mario Zagari                    | Roma       | US              |
| Umberto Zanfagnini              | Udine      | US              |
| Luigi Zappelli                  | Torino     | PSI (FDP)       |
| Tommaso Zerbi                   | Milano     | DC              |

## Modifiche intervenute

### Modifiche intervenute nella composizione dell'assemblea
| Uscente                | Subentrante                       | Lista | Collegio  | Causa                               | Data cessazione | Data subentro |
| ---------------------- | --------------------------------- | ----- | --------- | ----------------------------------- | --------------- | ------------- |
| Egidio Ferrara         | Giuseppe Liguori                  | DC    | Napoli    | Decesso                             | 08.06.1948      | 18.06.1948    |
| Luigi Zappelli         | Alcide Pirazzi Maffiola           | FDP   | Torino    | Decesso                             | 09.08.1948      | 14.09.1948    |
| Giovanni Scano         | Enrico Sailis                     | DC    | Cagliari  | Decesso                             | 02.09.1948      | 14.09.1948    |
| Giuseppina Re          | Alcide Malagugini                 | FDP   | Milano    | Dimissioni                          | 29.09.1948      | 06.10.1948    |
| Giovanni Ghirotti      | Natale Gorini                     | DC    | Bologna   | Annullamento (preferenze)           | 28.10.1948      | 28.10.1948    |
| Luigi De Filpo         | Francesco Cerabona                | FDP   | Potenza   | Dimissioni                          | 10.03.1949      | 23.03.1949    |
| Michele Valenti        | Attilio Bartole                   | DC    | Parma     | Decesso                             | 13.03.1949      | 23.03.1949    |
| Candido Grassi         | Guido Ceccherini                  | US    | Udine     | Annullamento (preferenze)           | 05.05.1949      | 05.05.1949    |
| Paolo Greco            | Francesco Sciaudone               | PNM   | Napoli    | Annullamento (ineleggibilità)       | 27.05.1949      | 27.05.1949    |
| Luigi Filosa           | Luigi Palmieri                    | MSI   | Catanzaro | Annullamento (ineleggibilità)       | 20.06.1949      | 20.06.1949    |
| Enrico Parri           | Mary Chiesa Tibaldi               | PRI   | CUN/Pisa  | Annullamento (altra circoscrizione) | 06.07.1949      | 06.07.1949    |
| Giuseppe Fuschini      | Giovanni Tanasco                  | DC    | CUN       | Decesso                             | 10.07.1949      | 15.07.1949    |
| Giovanni Tanasco       | Guglielmo Giannini                | DC/BN | CUN/Roma  | Annullamento (altra lista)          | 11.10.1949      | 11.10.1949    |
| Luigi Castiglione      | Giovanni Cartia                   | US    | Catania   | Dimissioni                          | 18.11.1949      | 24.11.1949    |
| Ugo Rodinò             | Luigi Rocco                       | DC    | Napoli    | Decesso                             | 23.11.1949      | 01.12.1949    |
| Giuseppe Grassi        | Luigi Vallone                     | BN    | Lecce     | Decesso                             | 25.01.1950      | 08.02.1950    |
| Giovanni Battista Pera | Paolo Rossi                       | US    | Genova    | Decesso                             | 21.02.1950      | 02.03.1950    |
| Giovanni Gasparoli     | Pio Alessandrini                  | DC    | Como      | Decesso                             | 29.07.1950      | 27.09.1950    |
| Pietro Bulloni         | Giovanni Tanasco                  | DC    | Brescia   | Decesso                             | 25.08.1950      | 27.09.1950    |
| Domenico Emanuelli     | Pietro Ingrao                     | FDP   | Roma      | Decesso                             | 08.09.1950      | 27.09.1950    |
| Alfredo Proia          | Lorenzo Natali Pierucci Bondicchi | DC    | L'Aquila  | Decesso                             | 23.10.1950      | 26.10.1950    |
| Giuseppe Firrao        | Amedeo Sica                       | DC    | Napoli    | Decesso                             | 10.12.1950      | 20.12.1950    |
| Maria Pucci            | Giuseppe Mario Boidi              | DC    | Ancona    | Dimissioni                          | 13.12.1950      | 20.12.1950    |
| Luigi Rocco            | Pietro Lombari                    | DC    | Napoli    | Decesso                             | 03.02.1951      | 14.02.1951    |
| Angelo Visentin        | Antonio Pavan                     | DC    | Venezia   | Decesso                             | 02.03.1951      | 14.03.1951    |
| Leone Osvaldo Girolami | Gualtiero Driussi                 | DC    | Udine     | Decesso                             | 12.07.1951      | 02.08.1951    |
| Vincenzo Cecconi       | Roberto Cuzzaniti                 | DC    | Roma      | Decesso                             | 18.07.1951      | 02.08.1951    |
| Luigi Cacciatore       | Guido Martuscelli                 | FDP   | Benevento | Decesso                             | 17.08.1951      | 19.09.1951    |
| Giordano Pratolongo    | Lucio Mario Luzzatto              | FDP   | Udine     | Dimissioni                          | 12.09.1951      | 19.09.1951    |
| Fiorenzo Cimenti       | Uberto Breganze                   | DC    | Verona    | Decesso                             | 06.10.1951      | 26.10.1951    |
| Vittorio Pertusio      | Bartolomeo Bolla                  | DC    | Genova    | Dimissioni                          | 14.11.1951      | 16.11.1951    |
| Mario Ricciardi        | Alberigo Lenza                    | PNM   | Benevento | Decesso                             | 08.03.1952      | 27.03.1952    |
| Giacomo Bergamonti     | Carlo Bertazzoni                  | FDP   | Mantova   | Decesso                             | 17.03.1952      | 27.03.1952    |
| Giovanni Bruno         | Elsa Molè                         | FDP   | Catanzaro | Dimissioni                          | 09.04.1952      | 04.06.1952    |
| Giuseppe Latorre       | Giuseppe Bogoni                   | FDP   | Lecce     | Decesso                             | 24.05.1952      | 04.06.1952    |
| Giuseppe Dossetti      | Lina Cecchini                     | DC    | Parma     | Dimissioni                          | 18.07.1952      | 03.10.1952    |
| Alfredo Cotani         | Luciana Fittaioli                 | FDP   | Perugia   | Decesso                             | 22.09.1952      | 03.10.1952    |
| Enzo Giacchero         | Angelo Bellato                    | DC    | Cuneo     | Dimissioni                          | 23.09.1952      | 03.10.1952    |
| Giorgio La Pira        | Giuseppe Leoni                    | DC    | Firenze   | Dimissioni                          | 22.12.1952      | 23.12.1952    |
| Antonio Pavan          | Ida d'Este                        | DC    | Venezia   | Decesso                             | 24.01.1953      | 05.02.1953    |
| Enrico Mattei          | -                                 | DC    | Milano    | Dimissioni                          | 05.03.1953      | -             |
| Giuseppe Giulietti     | -                                 | PRI   | CUN       | Decesso                             | 20.06.1953      | -             |

### Modifiche intervenute nella composizione dei gruppi

#### Gruppo democratico cristiano
- In data 11.10.1949 la consistenza del gruppo diminuisce di un'unità per effetto della sottrazione di un seggio alla Democrazia Cristiana, a vantaggio del Blocco Nazionale (a Giovanni Tanasco subentra Guglielmo Giannini).
- In data 07.02.1951 lasciano il gruppo Florestano Di Fausto ed Ettore Viola, che aderiscono al gruppo misto.
- In data 03.07.1951 lascia il gruppo Domenico Latanza, che aderisce al gruppo misto.
- In data 26.10.1951 lascia al gruppo Gerardo De Caro, che aderisce al gruppo misto.
- In data 13.02.1953 lascia il gruppo Raffaele Terranova, che aderisce al gruppo misto.
- In data 19.02.1953 aderisce al gruppo Guido Russo Perez, proveniente dal gruppo misto.
- In data 05.03.1953 la consistenza del gruppo diminuisce di un'unità per effetto della mancata surrogazione di Enrico Mattei, cessato dal mandato.

#### Gruppo comunista
- Cessata Giuseppina Re dal mandato in data 29.09.1948, il suo subentrante (Alcide Malagugini) aderisce al gruppo PSI.
- Cessato Luigi De Filpo dal mandato in data 10.03.1949, il suo subentrante (Francesco Cerabona) aderisce al gruppo PSI.
- In data 07.02.1951 lasciano il gruppo Aldo Cucchi e Valdo Magnani, che aderiscono al gruppo misto.
- Cessato Giordano Pratolongo dal mandato in data 12.09.1951, il suo subentrante (Lucio Mario Luzzatto) aderisce al gruppo PSI.
- In data 19.09.1951 aderisce al gruppo Guido Martuscelli, subentrante di Luigi Cacciatore già appartenente al gruppo PSI.
- Cessato Giacomo Bergamonti dal mandato in data 17.03.1952, il suo subentrante (Carlo Bertazzoni) aderisce al gruppo PSI.
- Cessato Giovanni Bruno dal mandato in data 09.04.1952, il suo subentrante (Elsa Molè) aderisce al gruppo PSI.
- Cessato Giuseppe Latorre dal mandato in data 24.05.1952, il suo subentrante (Giuseppe Bogoni) aderisce al gruppo PSI.
- In data 03.10.1952 aderisce al gruppo Luciana Fittaioli, subentrante di Alfredo Cotani già appartenente al gruppo PSI.
- In data 13.02.1953 lascia il gruppo Luigi Silipo, che aderisce al gruppo misto.

#### Gruppo socialista
- In data 06.10.1948 aderisce al gruppo Alcide Malagugini, subentrante di Giuseppina Re già appartenente al gruppo PCI.
- In data 23.03.1949 aderisce al gruppo Francesco Cerabona, subentrante di Luigi De Filpo già appartenente al gruppo PCI.
- In data 31.01.1950 lascia il gruppo Giuseppe Lupis, che aderisce al gruppo PSU.
- In data 18.05.1951 lascia il gruppo Carlo Matteotti, che aderisce al gruppo PSDI.
- Cessato Luigi Cacciatore dal mandato in data 17.08.1951, il suo subentrante (Guido Martuscelli) aderisce al gruppo PCI.
- In data 19.09.1951 aderisce al gruppo Lucio Mario Luzzatto, subentrante di Giordano Pratolongo già appartenente al gruppo PCI.
- In data 27.03.1952 aderisce al gruppo Carlo Bertazzoni, subentrante di Giacomo Bergamonti già appartenente al gruppo PCI.
- In data 04.06.1952 aderiscono al gruppo Elsa Molè, subentrante di Giovanni Bruno già appartenente al gruppo PCI, e Giuseppe Bogoni, subentrante di Giuseppe Latorre già appartenente al gruppo PCI.
- Cessato Alfredo Cotani dal mandato in data 22.09.1952, la sua subentrante (Luciana Fittaioli) aderisce al gruppo PCI.
- In data 13.02.1953 aderisce al gruppo Ubaldo Lopardi, proveniente dal gruppo PSDI.

#### Unità Socialista
- In data 31.01.1950 il gruppo si scioglie contestualmente alla costituzione di due gruppi distinti: il Partito Socialista dei Lavoratori Italiani e il Partito Socialista Unitario.

Partito Socialista dei Lavoratori Italiani
- Al gruppo aderiscono 19 deputati: Giovanni Battista Pera, Luigi Bennani, Virginio Bertinelli, Mario Bettinotti, Bianca Bianchi, Umberto Calosso, Bruno Castellarin, Guido Ceccherini, Domenico Chiaramello, Italo Cornia, Cornelio Fietta, Ivan Matteo Lombardo, Mario Longhena, Luigi Preti, Nicola Salerno, Giuseppe Saragat, Alberto Simonini, Roberto Tremelloni e Paolo Treves, già appartenenti al gruppo Unità Socialista.

Partito Socialista Unitario
- Al gruppo aderiscono 15 deputati: Giuseppe Arata, Egidio Ariosto, Chiaffredo Belliardi, Corrado Bonfantini, Piero Calamandrei, Giovanni Cartia, Antonio Cavinato, Giovanni Giavi, Ubaldo Lopardi, Matteo Matteotti, Ugo Guido Mondolfo, Ezio Vigorelli, Mario Zagari, Umberto Zanfagnini, già appartenenti al gruppo Unità Socialista, nonché Giuseppe Lupis, proveniente dal gruppo socialista.

Partito Socialista Democratico Italiano
- In data 18.05.1951 si costituisce il gruppo Partito Socialista (SIIS). Ad esso aderiscono 35 deputati: segnatamente, i deputati già appartenenti ai gruppi del Partito Socialista dei Lavoratori Italiani e del Partito Socialista Unitario, nonché Carlo Matteotti, proveniente dal gruppo socialista.
- In data 29.01.1952 il gruppo assume il nome di Partito Socialista Democratico Italiano.
- In data 13.02.1953 lasciano il gruppo Piero Calamandrei, che aderisce al gruppo misto, e Ubaldo Lopardi, che aderisce al gruppo socialista.

#### Partito Nazionale Monarchico
- In data 10.06.1948 lascia il gruppo Vincenzo Cicerone, che aderisce al gruppo misto.
- In data 08.07.1949 lascia il gruppo Ezio Coppa, che aderisce al gruppo misto.
- In data 12.10.1949 lascia il gruppo Alberto Consiglio, che aderisce al gruppo misto.
- In data 03.02.1950 lascia il gruppo Francesco Saija, che aderisce al gruppo liberale.
- In data 08.07.1950 aderisce al gruppo Alberto Consiglio, proveniente dal gruppo misto.
- In data 03.07.1951 lascia il gruppo Tommaso Leone Marchesano, che aderisce al gruppo misto.
- In data 10.07.1951 lascia il gruppo Giovanni Alliata Di Montereale, che aderisce al gruppo misto.
- In data 10.07.1951 aderisce al gruppo Uberto Bonino, proveniente dal gruppo misto.
- In data 13.07.1951 aderisce al gruppo Olga Giannini, proveniente dal gruppo misto.
- In data 17.07.1951 aderisce al gruppo Martino Trulli, proveniente dal gruppo misto.
- In data 02.08.1951 aderisce al gruppo Agilulfo Caramia, proveniente dal gruppo misto.
- In data 15.02.1952 lascia il gruppo Alberto Consiglio, che aderisce al gruppo misto.
- In data 11.03.1952 aderisce al gruppo Florestano Di Fausto, proveniente dal gruppo misto.
- In data 20.12.1952 aderisce al gruppo Tommaso Leone Marchesano, proveniente dal gruppo misto.
- In data 13.02.1953 aderiscono al gruppo Giovanni Alliata Di Montereale e Ezio Coppa, provenienti dal gruppo misto.

#### Gruppo liberale
- In data 04.02.1950 aderisce al gruppo Francesco Saija, proveniente dal gruppo monarchico.
- In data 03.07.1951 lasciano il gruppo Aldo Casalinuovo ed Epicarmo Corbino, che aderiscono al gruppo misto.

#### Gruppo repubblicano
- In data 09.03.1951 lascia il gruppo Alessandro Scotti, che aderisce al gruppo misto.
- In data 20.06.1953 la consistenza del gruppo diminuisce di un'unità per effetto della mancata surrogazione di Giuseppe Giulietti, cessato dal mandato.

#### Gruppo misto
- In data 10.06.1948 aderisce il gruppo Vincenzo Cicerone, proveniente dal gruppo monarchico.
- In data 08.07.1949 aderisce il gruppo Ezio Coppa, proveniente dal gruppo monarchico.
- In data 11.10.1949 aderisce al gruppo Guglielmo Giannini, proclamato eletto per l'attribuzione al Blocco Nazionale di un seggio ulteriore, sottratto alla Democrazia Cristiana e già attribuito a Giovanni Tanasco.
- In data 12.10.1949 aderisce il gruppo Alberto Consiglio, proveniente dal gruppo monarchico.
- In data 08.07.1950 lascia al gruppo Alberto Consiglio, che aderisce al gruppo monarchico.
- In data 07.02.1951 aderiscono il gruppo Aldo Cucchi e Valdo Magnani, provenienti dal gruppo comunista, nonché Florestano Di Fausto ed Ettore Viola, provenienti dal gruppo democratico cristiano.
- In data 09.03.1951 aderisce al gruppo Alessandro Scotti, proveniente dal gruppo repubblicano.
- In data 03.07.1951 aderiscono al gruppo Tommaso Leone Marchesano, proveniente dal gruppo monarchico; Aldo Casalinuovo ed Epicarmo Corbino, provenienti dal gruppo liberale; Domenico Latanza, proveniente dal gruppo democratico cristiano.
- In data 10.07.1951 aderisce al gruppo Giovanni Alliata Di Montereale, proveniente dal gruppo monarchico.
- In data 10.07.1951 lascia il gruppo Uberto Bonino, che aderisce al gruppo monarchico.
- In data 13.07.1951 lascia il gruppo Olga Giannini, che aderisce al gruppo monarchico.
- In data 17.07.1951 lascia il gruppo Martino Trulli, che aderisce al gruppo monarchico.
- In data 02.08.1951 lascia il gruppo Agilulfo Caramia, che aderisce al gruppo monarchico.
- In data 26.10.1951 aderisce al gruppo Gerardo De Caro, proveniente dal gruppo democratico cristiano.
- In data 15.02.1952 aderisce al gruppo Alberto Consiglio, proveniente dal gruppo monarchico.
- In data 11.03.1952 lascia il gruppo Florestano Di Fausto, che aderisce al gruppo monarchico.
- In data 20.12.1952 lascia al gruppo Tommaso Leone Marchesano, che aderisce al gruppo monarchico.
- In data 13.02.1953 aderiscono al gruppo Luigi Silipo, proveniente dal gruppo comunista; Piero Calamandrei, proveniente dal gruppo PSDI; Raffaele Terranova, proveniente dal gruppo democratico cristiano.
- In data 13.02.1953 lasciano al gruppo Giovanni Alliata Di Montereale e Ezio Coppa, che aderiscono al gruppo monarchico.
- In data 19.02.1953 lascia il gruppo Guido Russo Perez, che aderisce al gruppo democratico cristiano.